# 楚留香
楚留香是古龍武俠小說系列的經典男主角，是劫富濟貧的俠盜，江湖中人尊稱他“盜帥”、“香帥”。

## 介紹
楚留香为人风流倜傥、足智多谋、观察入微、善良多情。在书中，他多次揭破错综复杂的阴谋，並憑着冷靜的臨敵機智戰勝石觀音、水母陰姬、帥一帆及「天下第一劍客」薛衣人這些武功在他之上的絕世高手。其實楚留香本身武功在江湖上已是罕有其匹，丐幫幫主南宮靈、少林妙僧無花等人都非楚留香敵手，而其自幼因鼻子不通，練就一門特異內功，練成後皮膚毛孔俱能呼吸透氣，是以任何迷藥迷煙都對其無效，另外由於身體不需吸氣換氣，故擁有世上無人可及、天下無雙的轻功。不殺敵手、不願沾染血腥是他的特色之一，是以不論是敵是友，對他都是褒多於貶。
他的师承极为神秘，江湖上知晓的人极少。连无所不知的水母阴姬门下也只推测出他是夜帝（见古龙另一小说《铁血大旗门》）的关门弟子。而唯一可能知道他师承的胡铁花认为，这个推测虽然不完全正确，但也与事实十分接近了。另一說法為鐵中棠，因為鐵中棠在被困在地洞期間，夜帝曾傳授其武功。
在楚留香在第一部小说《血海飄香》裡出场时，他已经“成名近十年”。少年时代，他与胡铁花、姬冰雁一起，被称为“雁蝶为双翼，花香满人间”。楚留香当时左有飞雁，右有彩蝶，笑傲江湖，纵横天下。一次胡铁花在醉酒后答应与华山派的清风女剑客高亞男成亲，酒醒后反悔，不告而别；之后不久，姬冰雁也离开了。楚留香独自闯荡江湖，直到七年之后（高亚男追了胡铁花三年，之后胡铁花又在沙漠边的小镇上徘徊四年），在《大沙漠》裡，楚留香才再次见到胡铁花和姬冰雁。
楚留香的年纪虽然从未在书中明确说明，但在《蝙蝠傳奇》裡，楚留香说出胡铁花是三十三岁。而楚留香与胡铁花是从小一起长大的，七八岁时就曾经一起去偷酒喝，也一起在雪地裡玩，因此楚留香的年纪也应该与此相差不远。
楚留香与没有家的胡铁花不同，他有一艘自己的船。而且，船上有三个美丽的女孩子，是身世极苦、从她们十一、二岁时就跟着他的红颜知己：温柔体贴、精于易容的苏蓉蓉，博闻强记、头脑清楚的李红袖，还有妙手烹饪、调皮可爱的宋甜儿。
他的其他朋友也很多：先友后敌的无花和尚、看似冰冷却热情如火的姬冰雁、外号「杀人不见血，剑下一点红」的中原一点红、好客的掷杯山庄庄主左輕侯，以及快网張三。
楚留香的生活中也有许多可爱的女子。在《楚留香傳奇》裡，他有蘇蓉蓉、李红袖和宋甜兒长伴身边，而且他似乎对蘇蓉蓉情有独钟，她姑母也称他是苏蓉蓉的心上人。蘇蓉蓉精於易容術，也擅長使毒。個性善解人意。大漠之王的女儿、女扮男装的黑珍珠显然对他十分倾心。在《大沙漠》有冰雪聰明的龜兹國琵琶公主；《畫眉鳥》中有水母陰姬的弟子宮南燕；《借屍還魂》裡有坚强刚毅的石繡雲等；《蝙蝠傳奇》裡有责任重大的華真真，没有眼睛的可怜女子東三娘；《桃花傳奇》有活潑鬼靈精的張潔潔及艾青、艾虹、卜阿鵑等麻衣教弟子；《新月傳奇》裡有冷漠高贵的新月。其中跟張潔潔甚至還有一子。 但也有一說沈慧珊是楚留香公開認定的妻子，她並不是古龍原著中的角色，後來的諸多版本也沒有提及這位角色，這位楚留香的愛妻只存在於1979年的鄭少秋版劇集。
古龍為楚留香寫了八個故事：《血海飄香》（又名《天楓十四郎》）《大沙漠》《畫眉鳥》（這三部合稱《鐵血傳奇》或《楚留香傳奇》）《借屍還魂》（又名《鬼戀俠情》）《蝙蝠傳奇》《桃花傳奇》《新月傳奇》《午夜蘭花》（這五部合稱《楚留香新傳》）。其中，《借屍還魂》《蝙蝠傳奇》《桃花傳奇》《新月傳奇》特別描寫楚留香跟女主角的感情。對楚留香而言，她們是除了三姝外最重要的女子。

## 電影

### 1970年代
- 1977年，香港邵氏公司，《楚留香》，楚原導演，倪匡編劇，狄龍飾楚留香，凌雲飾一點紅，岳華飾無花，李菁飾黑珍珠，貝蒂飾水母陰姬，苗可秀飾宮南燕，田青飾南宮靈。
- 1978年，香港邵氏公司，《楚留香之二蝙蝠傳奇》，楚原編導，狄龍飾楚留香，凌雲飾一點紅，爾冬陞飾原隨雲，王萊飾枯梅大師，劉永飾原隨風，余安安飾金靈芝，岳華飾李玉函
- 1979年，台灣東海影業公司，《折劍傳奇》，歐陽俊導演，古龍編劇，田鵬飾胡鐵花/即楚留香，楊鈞鈞飾張潔潔，凌雲飾震天，楊惠姍飾艾青，龍君兒飾艾紅。

### 1980年代
- 1980年，台灣寶龍電影公司，《楚留香傳奇》，古龍、林鷹聯合導演，劉德凱、歸亞蕾、張冲、孫嘉琳 、 魯平 、 李建平 、 葛小寶 、小黄龍 、 燕南希 、 田平春 、 周明慧 、 歸亞蕾 、郝曼麗 、易虹主演。取材：《借屍還魂》
- 1980年，台灣新海有限公司，《俠影留香》，李朝永導演，孟飛飾楚留香、龍君兒、燕南希、王寶玉主演。本片實非楚留香系列故事改編
- 1980年，台灣寶龍電影公司，《楚留香與胡鐵花》，林鷹導演，古龍編劇，劉德凱、田俊，李劍萍，孫嘉琳主演。取材：《大沙漠》
- 1980年，台灣宙聲影業公司，《新月傳奇》，王瑜導演，孟飛、凌雲、王冠雄、楊鈞鈞主演。
- 1980年，台灣宙聲影業公司，《桃花傳奇》，王瑜導演，孟飛、楊鈞鈞、汪強主演。取材：《桃花傳奇》、《七星龍王》、《新月傳奇》、《三少爺的劍》
- 1980年，台灣大新影業公司，《中原一點紅》，蕭穆導演，田鶴、龍君兒、凌雲、貝蒂、王俠主演。取材：《陸小鳳之決戰前後》
- 1982年，香港邵氏公司，《楚留香之幽靈山莊》，楚原編導，狄龍飾楚留香。取材：《陸小鳳之幽靈山莊》
- 1982年，台灣電影，《楚留香之彈指神功》，孟飛、姜大衛、趙雅芝、關聰、吳孟達主演。原創故事無小說對應
- 1983年，台荣影业公司，《玉剑留香》，鄭少秋、余安安、陈鴻烈主演。原創故事無小說對應
- 1983年，台灣群龍影業有限公司，《午夜蘭花》，鄭少秋、林青霞、王道、高雄主演。取材：《午夜蘭花》
- 1983年，香港永宇有限公司，《楚留香大結局》，張鵬翼導演，古龍、呂繼尚編劇，鄭少秋飾楚留香，徐少強飾慕容青城，陸一龍飾胡鐵花，田鶴飾柳上堤、呂盈瑩、陸儀鳳。原創故事無小說對應

### 1990年代
- 1993年，台灣銀湧影業公司，《楚留香後傳之西門無恨》，孟飛、楊鈞鈞、任世官、龍方、梁家仁主演。
- 1993年，香港新寶娛樂有限公司，《笑俠楚留香》，王晶、楊偉業聯合導演，郭富城飾楚留香，邱淑貞飾無花，張敏飾水母陰姬，溫兆倫飾胡鐵花。

## 電視劇

### 1979年
《楚留香》，香港無線電視，王天林監製，鄭少秋飾楚留香，趙雅芝飾蘇蓉蓉，高妙思飾李紅袖，廖安麗飾宋甜兒，吳孟達飾胡鐵花，夏雨飾姬冰雁，關聰飾無花，汪明荃飾沈慧珊，黃樹棠飾中原一點紅，程可為飾高亞男。
《俠盜風流》，同一時間，當時的麗的電視（亞洲電視前身）亦推出同樣的版本，與無綫電視展開收視之戰，一時成為「雙胞胎」事件。但由于開播前夕与無綫電視劇集《楚留香》產生版權糾紛，播出前被迫更名。而且，劇中人物名稱、稱謂等全部進行配音更改。由潘志文飾楚留香，魏秋樺飾蘇蓉蓉，曾江飾姬冰雁，秦沛飾無花，文雪兒飾黑珍珠，羅樂林飾中原一點紅。
《楚留香》在台灣原本以金鐘獎「外片觀摩」方式，在中視播出首兩集（粵語原音）；大受好評後，中視正式購入台灣播映權，並以國語配音播出。1982年4月18日20:00開播之後，創下百分之七十的高收視率；每當週末晚上一到，計程車司機不載客，夜市小販不擺攤，全待在家裡看戲，連犯罪率都大為降低；當時僅能以「萬人空巷」形容，《楚留香》主題曲更是傳誦台灣大街小巷。
該劇基本上是《鐵血傳奇》的故事，不過和原著有多處不同。其一是汪明荃飾演的角色沈珊姑，名字改為「沈慧珊」，戲份也大增；另外，香帥多了一項絕技「彈指神功」。後期劇情改動幅度極大，蘇蓉蓉被改編為殺手組織派來臥底的殺手，同時也是楚留香最心愛的女人，最後蘇蓉蓉又因香帥而死，楚留香痛不欲生，決定退出江湖，雲遊四海。
由於《楚留香》大受歡迎，其電視劇續作不少。
該劇主題曲由顧嘉煇作曲、編曲，鄧偉雄與黃霑填詞，鄭少秋主唱。在台灣播出時的國語主題曲，則由原野三重唱的男高音王強（已故）主唱。

### 1984年
《楚留香之蝙蝠傳奇》，40集，香港無線電視，蕭笙監製，苗僑偉飾楚留香，陳榮峻飾胡鐵花，翁美玲飾桑小靖（港譯：永靖公主）聖年公主，惠天賜飾中原一點紅，楊盼盼飾高亞男，龔慈恩飾華真真，任達華飾原隨雲（蝙蝠公子），關海山飾薛衣人，秦煌飾薛笑人，張英才飾皇帝。本劇改編自鬼戀俠情與蝙蝠傳奇兩部小說。

### 1985年
《楚留香新傳》，20集，台灣中視，張鵬翼（新月傳奇）、李岳峰（蘭花傳奇、影子傳奇）、許聖雨（鸚鵡傳奇）導演。鄭少秋飾楚留香，高雄 (第1～2單元)、李海興 (第3～4單元) 飾胡鐵花，陳美君 (第1～2單元)、梅長芬 (第3～4單元) 飾李紅袖，蔣黎麗 (第1～2單元)、陸曉煌 (第3～4單元) 飾宋甜兒，黃慧文飾新月公主。
該劇改編自《楚留香新傳》的五部小說並結合古龍其他小說的情節，因此劇情與原著有頗大的差異。故事設定上是1979年TVB電視劇楚留香的延續，劇情是緊接著1979年TVB版的結局發展，因此蘇蓉蓉一開始已經死亡，並沒有在本劇中出現。

### 1995年
《香帥傳奇》，44集，台灣台視，曹景德製作，范秀明導演，劉麒編劇，顧安生監製。鄭少秋飾楚留香，陳亞蘭飾高亞男，沈孟生飾胡鐵花，楊麗菁飾上官無極，林美貞飾蘇蓉蓉，康凱飾姬冰雁，張馨月飾李紅袖，黃小菁飾宋甜兒。本劇為原創故事，無小說對應。
亞洲電視於1995年中曾經播放《香帥傳奇》。主題曲為粵語《留香曲》（娛樂唱片）及國語《天大地大》（上華唱片），鄭少秋主唱。

### 2001年
《新楚留香》，40集，王晶導演，任賢齊飾楚留香，林心如飾司空星兒，黎耀祥飾胡鐵花，黎姿飾蘇蓉蓉，張茜飾李紅袖，楊蕊飾宋甜兒，林熙蕾飾明珠公主，鄭浩南飾薛衣人，徐少強飾薛笑人，楊恭如飾薛可人，陳曉東飾皇帝。

### 2007年
《楚留香传奇》，製片人游健鳴，朱孝天飾楚留香，陳浩民飾胡鐵花，胡靜飾蘇蓉蓉，孫菲菲飾李紅袖，劉佳飾宋甜兒，秋瓷炫飾石觀音，崔鵬飾無花，王傳一飾中原一點紅，蕭薔飾水母陰姬和魚尺素。本劇2007年12月10日在中國中央電視台電視劇頻道（CCTV-8）首播，每晚三集，全劇由血海飄香、大沙漠、畫眉鳥三個故事組成。本剧的编剧是執筆过《大清後宮》、《最後的格格》、《煙花三月》、《胭脂雪》等熱門剧集的正，其在受訪時強調本次改編將讓香帥風流不再，故而加重了主人公對宋甜兒的感情描寫，讓香帥獲得真正的愛情。

### 2012年
《楚留香新傳》，张智尧、刘德凯、金巧巧、樊少皇主演，在越南及韓國首播，台灣台視於2013.07.16播出。

### 2015年
续作（标题未定），SNH48主演，播出日期未定。

## 遊戲
2001年，宇峻科技（今宇峻奧汀科技）推出電腦遊戲《楚留香新傳》，主要劇情包括原作的《借屍還魂》、《蝙蝠傳奇》、《桃花傳奇》、《新月傳奇》，以及原創香帥小時候的故事。2008年推出DVD紀念版，此版封面插畫家是東方月。

### 作品差異
《楚留香新傳》與原作主要差異如下：
1. 加入沒有在該四部作品登場的三姝（蘇蓉蓉、李紅袖、宋甜兒）、中原一點紅。
2. 原作小說中主要敵人都成為《午夜蘭花》中提到的神秘組織幹部（如薛笑人、枯梅大師、卜阿鵑）；《新月傳奇》登場的史天王更是神秘組織的頭目，也是遊戲中最後的敵人。
3. 《借屍還魂》小禿子、小麻子與小火神戲份合併成小火神一人
4. 《借屍還魂》花金弓與薛紅紅戲份合併成花金弓一人。
5. 《借屍還魂》兩位名醫張簡齋及王雨軒的稱號及地理位置應為「南張北王」，遊戲為配合之後新月傳奇之故，變為「南王北張」。
6. 《蝙蝠傳奇》原隨雲並非與金靈芝一同墜海死，而是被楚留香一行人擊敗。
7. 《蝙蝠傳奇》楚留香與東三娘在蝙蝠島上的劇情全都改為與華真真，並添加華真真戲份。
8. 《蝙蝠傳奇》登場的英萬里未死，白獵（白蠟燭）此角刪去。
9. 《桃花傳奇》增加楚留香與張潔潔上華山見到華真真與高亞男的劇情。
10. 《桃花傳奇》卜阿鵑劇情改為賣身葬父。
11. 《新月傳奇》登場的新月與史天王均未死。
12. 《新月傳奇》登場的白雲生後遭豹姬與卜阿鵑所殺。

《楚留香新傳》有幾個主要結局：
1. 楚留香與三姝乘船遊世界（本體結局）
2. 楚留香與石繡雲情侶結局（資料片新增結局）
3. 楚留香與華真真情侶結局（資料片新增結局）
4. 楚留香與張潔潔情侶結局（資料片新增結局）
5. 楚留香與玉劍公主（即新月）情侶結局（資料片新增結局）
6. 楚留香與三姝情侶結局（資料片新增隱藏結局）
7. 胡鐵花與金靈芝情侶結局（資料片新增結局）
8. 胡鐵花與高亞男情侶結局（資料片新增結局

## 楚留香之江湖大夢
2018年網易遊戲推出的高自由度RPG手遊。
（2019年7月26日更名为《一梦江湖》）

## 音樂劇
2013年，日本寶塚歌劇團將《借屍還魂》成音樂劇《怪盜楚留香之花盜人》，由星組分別於日本及台灣公演。